# 扎嘎斯台镇
扎嘎斯台镇是中华人民共和国内蒙古自治区赤峰市阿鲁科尔沁旗下辖的一个镇。
2012年1月20日，内蒙古自治区人民政府批复同意从赛汉塔拉苏木划出部分区域，设置扎嘎斯台镇，辖查干诺尔、阿嘎坦花、达拉哈、乌和尔楚鲁、乌兰绍荣、图古日根塔拉、温都尔花、花根塔拉、乌兰哈达、宝力召、布敦花、呼舒毛都、尚欣毛都、努古斯台、达木、专业16个嘎查，镇政府驻查干诺尔。

## 行政区划
扎嘎斯台镇下辖以下村级行政区划单位：
查干诺尔嘎查村、乌和尔楚鲁嘎查村、达拉哈嘎查村、花根塔拉嘎查村、图古日根塔拉嘎查村、温都尔花嘎查村、乌兰绍荣嘎查村、乌兰哈达嘎查村、布敦花嘎查村、呼舒毛都嘎查村、宝力召嘎查村、尚欣毛都嘎查村、达木嘎查村、努古斯台嘎查村、专业嘎查村和阿嘎坦花嘎查村。